# Lawrence J. Fitzgerald
Lawrence J. Fitzgerald (* vor 1869 in Irland; † 12. Juli 1918 in Auburn, New York) war ein irisch-amerikanischer Geschäftsmann und Politiker. Er war von 1886 bis 1890 Treasurer of State von New York.

## Werdegang
Über Lawrence J. Fitzgerald ist nicht viel bekannt. Er wurde in Irland geboren. Seine Familie wanderte in die Vereinigten Staaten aus, als er noch ein Junge war. Sie ließ sich in Skaneateles (New York) nieder. Später zog er nach Cortland (New York). 1869 gründete er die Cortland Wagon Company, welche Kutschen, Fuhrwerke und Fahrräder herstellte.
Fitzgerald gehörte der Demokratischen Partei an. 1882 war er Präsident der Village von Cortland. Er wurde 1885 zum Treasurer of State von New York gewählt und 1887 wiedergewählt. 1906 gehörte er der Opposition gegen William Randolph Hearst an, welcher von der Demokratischen Partei für das Amt des Gouverneurs von New York nominiert wurde. Stattdessen unterstützte er den Republikaner Charles Evans Hughes.
Fitzgerald bekleidete 30 Jahre lang den Posten als Vizepräsident der National Bank of Cortland. Ferner war er Direktor der Madison Square Bank und der Columbia Bank, beide in New York City.